# (3862) Agekian
(3862) Agekian es un asteroide perteneciente al cinturón de asteroides, descubierto el 18 de mayo de 1972 por Tamara Mijáilovna Smirnova desde el Observatorio Astrofísico de Crimea (República de Crimea).

## Designación y nombre
Designado provisionalmente como 1972 KM. Fue nombrado Agekian en honor al astrofísico soviético ruso Tateos Artemjeviĉ Agekjan.